# قائمة المناطق الحضرية الكبرى في إسبانيا من حيث السكان
قائمة المناطق الحضرية الكبرى في إسبانيا من حيث السكان
1. مدريد 5.603.285
2. برشلونة 4.667.136
3. فالنسيا 1.465.423
4. سيفييا 1.294.081
5. مالقة 1.019.292
6. بيلباو 946.829
7. خيخون / اوفييدو / أفيلاس 850.097
8. اليكانتى / ألتشي 676.237
9. ساراجوسا 656.922
10. جرانادا 650.000
11. لاس بالماس دي غران كناريا 609.628
12. مورسيا 557.583
13. بالما دي مايوركا 462.010
14. فيغو 420.672
15. سانتا كروز دي تينيريف 409.621
16. كاديز 406.095
17. سان سيباستيان 395.758
18. لاكورونيا 388.692
19. فايادوليد 377.562
20. سانتاندر / توريلافيجا 363.563
21. تاراغون 348.921
22. كوردوبا 318.628